# Aviation Safety Network
Aviation Safety Network (ASN,  Nederlands: Luchtvaart veiligheidsnetwerk) is een website die informatie over incidenten op het gebied van burger- en militaire luchtvaart verzamelt. Begin 2015 had de database ongeveer 15.800 vliegrampen, vliegtuigkapingen en kleine incidenten. De website heeft geen officiële status maar wordt privé en onafhankelijk beheerd; ze is openbaar en wordt wekelijks door ongeveer 50.000 mensen bezocht.

## Geschiedenis
Aviation Safety Network werd in 1996 opgericht door de Nederlander Harro Ranter als Aviation Safety Web Pages en ging online in januari van hetzelfde jaar. In 1999 werd het omgedoopt tot het Aviation Safety Network. Ranter publiceerde al in 1985 een boek in Nederland, waarvan 1000 incidenten met betrekking tot de luchtvaart. 
De hoofddatabase bevat incidenten van: 
- verkeersvliegtuigen (vanaf 12 passagiersstoelen)
- privéjets
- andere grotere zakenvliegtuigen
- militaire transportvliegtuigen.

Aviation Safety Network financiert zichzelf door middel van donaties.

## ASN Aviation Safety WikiBase
Hoewel de database van het Aviation Safety Network alleen door de editors daar kan worden bewerkt, biedt de ASN Aviation Safety WikiBase ook andere gebruikers een database voor ongevallen, enz. 
In tegenstelling tot de inhoud van de hoofddatabase bevat de WikiBase alleen andere vliegtuiggroepen. Dit zijn:
- andere gemotoriseerde vliegtuigen zoals lichte vliegtuigjes, sportvliegtuigen, lesvliegtuigen en kleinere zakenvliegtuigen
- andere militair luchtvaartuigen, zoals gevechtsvliegtuigen, verkenningsvliegtuigen, verbindingsluchtvaartuigen
- luchtballons en kabelballons
- zweefvliegtuigen
- zweefvliegtuigen met hulpmotor
- hefschroefvliegtuigen zoals helikopters en gyrocopters
- ultralichte motorluchtvaartuigen
- onbemande luchtvaartuigen of drones
- luchtschepen.

Toevoegingen worden vooraf gecontroleerd door medewerkers van het ASN.